# Оружие серийного огня

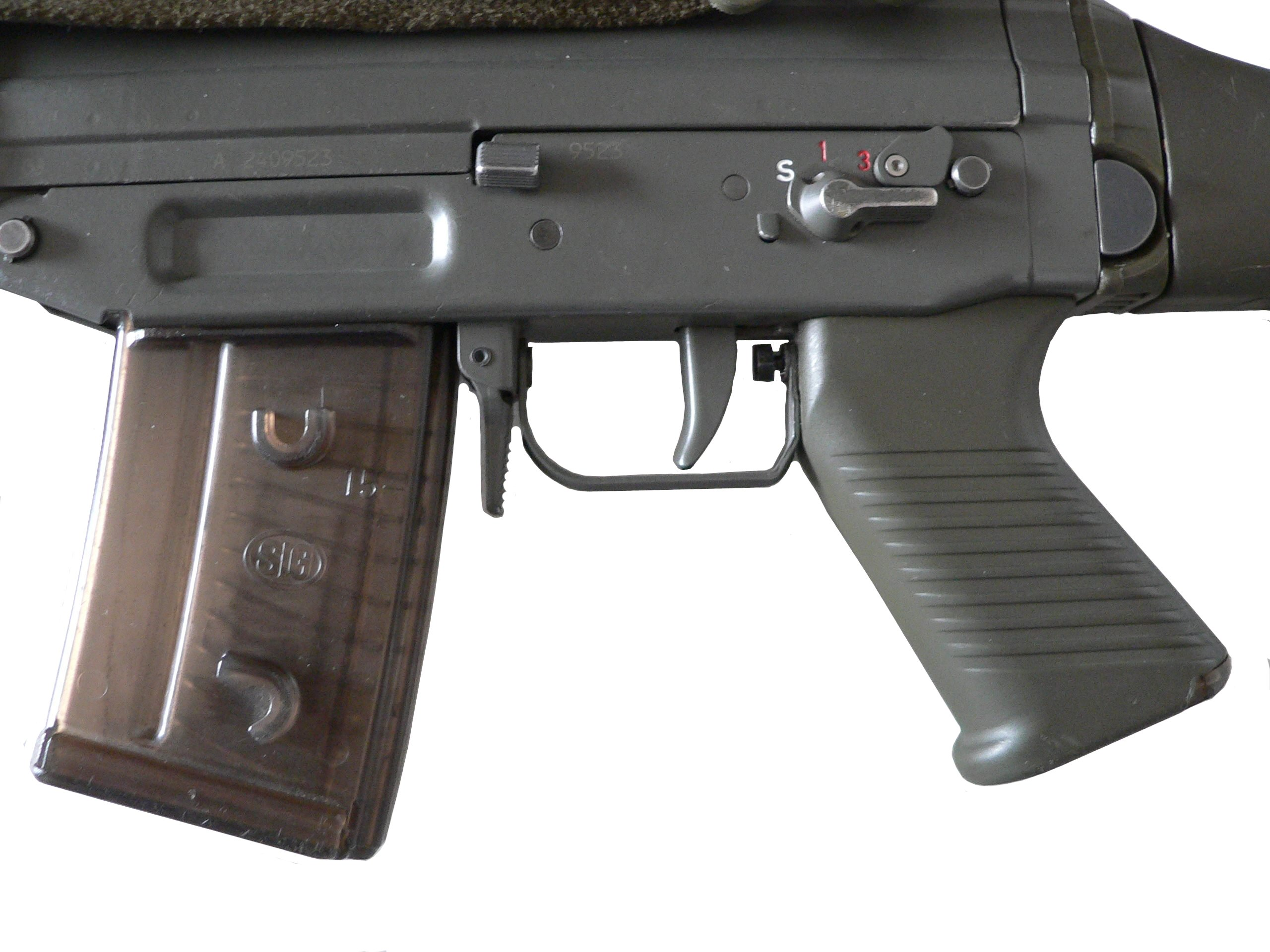
Винтовка SIG SG 550 — оружие серийного огня, позволяющее вести огонь одиночными или очередями фиксированной длины в 3 патрона (режим 3).

Оружие серийного огня — стрелковое автоматическое оружие, имеющее устройство, ограничивающее максимальную длину очереди. В иностранной терминологии этот режим ведения огня обозначается burst mode или burst fire.
Режим ведения огня очередями фиксированной длины был введён на Западе после анализа боевого опыта войны во Вьетнаме; например, американская винтовка M16A2 получила режим стрельбы фиксированными очередями по 3 патрона вместо огня очередями произвольной длины, так как был сделан вывод о том, что огонь очередями произвольной длины приводит к большой непроизводительной трате патронов. Некоторые немецкие образцы позволяют вести огонь фиксированными очередями в 2, 3 или 4 патрона, в зависимости от положения переводчика.
Кроме того, существует определённая разница в том, как ведёт себя оружие в этом режиме при кратковременном нажатии на спусковой крючок, — одни образцы прекращают ведение огня как только стрелок отпускает спуск, другие же вне зависимости от длительности нажатия отстреливают полную очередь установленной фиксированной длины.
В первом случае длина следующей очереди должна автоматически возвращаться к установленной длине фиксированной очереди. Иначе максимальная длина последующей фиксированной очереди будет зависеть от того, сколько патронов было отстреляно в предыдущей. Например, если при установленной длине фиксированной очереди в 3 выстрела стрелок отпустил спусковой крючок, когда оружие успело сделать лишь два выстрела, в следующей очереди фиксированной длины будет оставшийся 1 выстрел (3-2=1), а если стрелок отпустил спуск после 3 выстрелов, в следующей очереди фиксированной длины будет снова 3 выстрела, поскольку выстрелов в предыдущей очереди не осталось (3-3=0). Таким образом, длина предыдущей очереди должна «обнуляться» при каждом нажатии на спуск, тогда длина следующей будет равна 3.
С технической точки зрения в большинстве случаев ведение серийного огня обеспечивается введением в конструкцию УСМ оружия кулачкового механизма.